# Weingut Schweinhardt
Das Weingut Bürgermeister Schweinhardt ist ein familiengeführtes Weingut. Es bewirtschaftet Besitz in den Weinbaugebieten Nahe und Mittelrhein. Der Betrieb liegt in der Ortsmitte von Langenlonsheim am Unterlauf der Nahe zwischen Bad Kreuznach und Bingen.

## Beschreibung
Seit 1859 betreibt die Familie Schweinhardt in Langenlonsheim Weinbau. Benannt ist das Weingut nach Willi Schweinhardt, dem ehemaligen Rheinland-Pfälzischen Landtagsabgeordneten und Bürgermeister von Langenlonsheim. Kellermeister im Weingut ist seit 1993  Axel Schweinhardt. 2007 übernahm er das Weingut von seinem Vater Wilhelm Schweinhardt als Inhaber. Als Besonderheit wird von der Winzerfamilie die Terroir-Vielfalt der Böden gesehen. Neben den Weinen werden in der hofeigenen Abfindungsbrennerei aus den Trauben auch Edelbrände gewonnen.
Das Unternehmen bewirtschaftet eine Rebfläche von 34 Hektar (Stand 2010), davon acht Hektar in Steillagen mit einer Produktion von insgesamt 150.000 Flaschen. Zu den Spitzenlagen und -böden gehören der Langenlonsheimer Rothenberg (Rotschiefer), der Langenlonsheimer Königsschild (Muschelkalk) und der Langenlonsheimer Löhrer Berg (Terrassenschotter, Kies). Weitere Spitzenlagen in der Weinbauregion Mittelrhein sind der Kauber Backofen (Blauschiefer), Oberweseler Oelsberg (Grünschiefer) und der Oberweseler Goldemund (Grünschiefer).

Seit 1993 werden alle Flächen nach den Richtlinien des „kontrolliert umweltschonenden Weinbaus“ bewirtschaftet. Außerdem werden die Trauben zu 100 Prozent mit der Hand gelesen.

## Rebsortenspiegel
An Rebsorten werden Riesling mit 50 Prozent und Grau- und Weißburgunder und Chardonnay mit 25 Prozent angebaut. Im kleinen Umfang sind die Flächen noch mit Scheurebe, Kerner, Bacchus, Gewürztraminer und Silvaner bestockt. Dazu kommen etwa 20 Prozent Rotwein mit den Rebsorten Spätburgunder, Dornfelder, Portugieser, Merlot, Cabernet Sauvignon und Frühburgunder.

## Prämierungen
Das Weingut erhielt acht Bundesehrenpreise. Die Landwirtschaftskammer Rheinland-Pfalz verlieh bei der Landesprämierung für Wein und Sekt in den letzten Jahren – zuletzt im Oktober 2009 – vier Staatsehrenpreise an den Winzer. Der „Gault Millau WeinGuide“ bewertete das Weingut zuletzt mit 3 Trauben, nachdem es 1999 mit fünf Trauben bewertet worden und „Winzer des Jahres“ geworden war. 2008 erhielt Schweinhardt im Weinführer von Gerhard Eichelmann 4 Sterne.